# Prowler
Prowler е първата песен от дебютния албум на британската хевиметъл група Iron Maiden. Смята се, че това е едно от първите парчета, написани от Стив Харис. Песента се появява в демо записа The Soundhouse Tapes, но се изпълнява от групата още дълго време – почти на всеки концерт в първите им години до световното турне през 1983 г. След това тя отпада от репертоара им, въпреки че все още се счита за едно от известните им парчета. Prowler е изпълнявана на всеки концерт от турнето за DVD-то The Early Days.
През 1988 г., песента е презаписана заедно с Charlotte the Harlot и издадена като Б-страна на The Evil That Men Do, под името Prowler 88 (в този запис вокалист е Брус Дикинсън). През 2008 г., Black Tide (Блек Тайд) правят кавър на песента за албума "Maiden Heaven: A Tribute to Iron Maiden".

## Състав
- Пол Ди'Ано – вокал
- Дейв Мъри – китара
- Денис Стратън – китара
- Стив Харис – бас
- Клиф Бър – барабани

|  | Тази страница частично или изцяло представлява превод на страницата Prowler в Уикипедия на английски. Оригиналният текст, както и този превод, са защитени от Лиценза „Криейтив Комънс – Признание – Споделяне на споделеното“, а за съдържание, създадено преди юни 2009 година – от Лиценза за свободна документация на ГНУ. Прегледайте историята на редакциите на оригиналната страница, както и на преводната страница, за да видите списъка на съавторите. ВАЖНО: Този шаблон се отнася единствено до авторските права върху съдържанието на статията. Добавянето му не отменя изискването да се посочват конкретни източници на твърденията, които да бъдат благонадеждни. |

1. ↑  online.gema.de